# Петра, Винченцо
Винченцо Петра (итал. Vincenzo Petra; 13 ноября 1662, Неаполь, Неаполитанское королевство — 21 марта 1747, Рим, Папская область) — итальянский куриальный кардинал, доктор обоих прав. Секретарь Священной Конгрегации Тридентского собора с 17 мая 1706 по 16 декабря 1715. Титулярный архиепископ Дамаска с 5 октября 1712 по 20 ноября 1724. Секретарь Священной Конгрегации по делам епископов и монашествующих с 16 декабря 1715 по 20 ноября 1724. Префект Священной Конгрегации Пропаганды Веры с 10 января 1727 по 21 марта 1747. Про-великий пенитенциарий с 26 марта по 12 июля 1730. Великий пенитенциарий с 12 июля 1730 по 21 марта 1747. Камерленго Священной Коллегии кардиналов с 19 января 1733 по 20 января 1734. Кардинал-священник с 20 ноября 1724, с титулом церкви Сант-Онофрио с 20 декабря 1724 по 11 февраля 1737. Кардинал-священник с титулом церкви Сан-Пьетро-ин-Винколи с 11 февраля 1737 по 16 сентября 1740. Кардинал-епископ Палестрины с 16 сентября 1740.